# Алексий II Велики Комнин
Алексий II Велики Комнин (на гръцки: Αλέξιος Μέγας Κομνηνός или ᾿Αλέξιος Παλαιολόγος Κομνηνός; август. 1283 – 3 май 1330) е император на Трапезунд от 1297 до 1330 г., най-голям син на трапезундския император Йоан II Велики Комнин и на византийската принцеса Евдокия Палеологина.
Алексий се оказва умел и енергичен владетел, под чието управление Трапезундската империя достига върха на своя просперитет. По време на своето управление отблъсква набезите на мародерстващите турци и се справя адекватно с посегателствата на Генуа и Венеция. Освен това той дава поле за развитие на изкуствата и науките в своя двор и става покровител на византийския астроном Григорий Хиониад и на учения Константин Лукит.

## Управление
Алексий II се възкачва на престола на 14-годишна възраст след смъртта на баща си през 1297 г. Поставен е под опеката на вуйчо си, византийския император Андроник II Палеолог. Последният възнамерявал да ожени своя млад племенник за дъщерята на влияелния византийски царедворец Никифор Хумн, но около 1300 г. Алексий II, без да поиска разрешение за това, се оженил за иверийската принцеса Джиаджак Джакели, дъщеря на Бека I Джакели, атабег на Самцхе. Андроник II поискал Църквата да анулира брака на Алексий, но патриархът отказал, като се оправдал със сведенията, че съпругата на младия мъж вече била бременна. Майката на Алекси II Евдокия, която сега се завърнала в Трапезунд под претекст, че ще склони сина си да разтрогне брака, посъветвала Алексий да запази иверийската си съпруг.
През 1301 или 1302 г. Алексий II оъблъсва туркменско нашествие, което, след като завладява провинция Халибия, навлиза дълбоко в територията на Трапезунд, за да разграби Керасус (съвременен Гиресун), вторият по важност град на империята. Алексий залавя туркменския предводител и построява крепост с изглед към морето, за да подсигури владеенето на града.
Друг проблем се оказват генуезците, които са установили практически икономически монопол в района на Черно море след Нимфейския договор, който слючили с Михаил VIII Палеолог през 1261 г. Тяхното селище вече било надраснало Дафнус, крайбрежното предградие на изток от Трапезунд, и те поискали повече място; генуезките търговци освен това отказват на митническите служители на императора да проверят стоките им. След като Алексий II отхвърля исканията на генуезците за допълнителни отстъпки през 1306 г., те заплашили да напуснат Трапезунд окончателно. Когато те от своя страна отхвърлили искането на императора да плащат такси върху всички стоки, които изнасяли със себе си от Трапезунд, Алексий наредил на своите грузински наемници да ги нападнат. Въпреки че войските на императора постигат успех, генуезците подпалили предградията на Трапезунд, повреждайки както своите имоти, така и имотите на трапезундските граждани. В крайна сметка двете страни сключват мир, потвърден в запазени договори от 1314 г. и от 1316 г.
Това не слага напълно край на напрежението между генуезците и императора на Трапезунд: през 1319 г. Алексий II сключва договор с венецианците, главните съперници на Генуа, като им предоставя същите привилегии като на генуезците, при условие че заплащат дължимите си задължения. Византинистът Доналд Никол отбелязва, че Алексий II, както и неговите приемници, „се справят по-добре с чужденците, отколкото колегите им в Константинопол, тъй като на италианските търговци не е позволено да търгуват, без да плащат данък“.
Проблеми на империята създават и пиратите на Синопското емирство, чиито мишени са християнските търговци, включително генуезците. Пиратите дори опожаряват самия Трапезунд през 1319 г.; за да защити народа си от тях, Алексий II построява морски стени за пристанището на града през 1324 г. Едно десетилетие по-рано пък била организирана полиция, която да охранява града през нощта.
Подобно на баща му преди него, Алексий II Велики Комнин също се намирал в центъра на усилията на папата да го накара да приеме католицизма. През 1329 г. до императора е изпратено писно от папа Йоан XXII по въпроса, но пет месеца по-късно, на 3 май 1330 г. Алексий II умира от бубонна чума и след 33-годишното му управление тронът на Трапезунд преминава към най-големия му син Андроник. Оцелели са две произведения, написани за смъртта на императора: надгробна реч от неговия протонотарий и протовестиарий Константин Лукит и по-късно хвалебствено слово от трапезундския митрополит Йосиф (роден Йоан Лазаропулос).

## Емитиране на монети
По време на управлението на Алексий II асперите, емитирани от императорите на Трапезунд, са значително променени по външен вид и тегло – може би най-забележителната промяна на тази монета, която иначе е претърпяла малко промени между първата си емисия и края на Империята. В началото на неговото управление не само съдържанието на сребро в монетите е намалено с 15%, но изправените изображения както на императора на лицевата страна, така и на свети Евгений на обратнта страна, са заменени с изображения на двамата, язедещи кон. Ян Улоф Розенквист предоставя доказателства, показващи, че този конски мотив е станал често срещан на монети в района на Черно море, като се започне с монетите на българския цар Константин Асен едно поколение преди това. Розенквист признава, че не е ясно дали „има някаква връзка с идеалите на рицарството, преобладаващи в Западна Европа по това време“. Мотивът на коня се появява непроменен върху монетите на всички следващи владетели до падането на Трапезунд през 1461 г.

## Семейство
Известно е, че Алексий е имал най-малко шест деца от поне една съпруга, Джаджак Джакели. Това са:
1. Андроник III, император на Трапезунд 1330 – 1332.
2. Василий, император на Трапезунд 1332 – 1340.
3. Михаил Анахутлу, убит от брат си Андроник III през 1330 г.
4. Георги Ахпугас, убит от брат си Андроник III през 1330 г.[16]
5. Анна Анахутлу, монахиня, която става императрица на Трапезунд 1341 – 1342.
6. Евдокия, известна още като деспина на Синопе, защото се омъжва за емира на този град.

Предполага се, че Алексий е имал още едно дете:
1. Неназована по име дъщеря, която може да е неизвестната улу хатун и презвитериса, посочена в една гръцка епитафия в Ерзинджан, която починала на 28 декември 1342 г.[17]

Пенелопе Вугиуклаки обаче, пишейки за уебсайта на Енциклопедия на гръцкия свят: Мала Азия, твърди, че Алексий II е имал три съпруги: Пекай, дъщеря на Бекха Джакели, от която са били родени Андроник, Василий и Евдокия; дъщерята на Анахутлу, владетел на народа Лаз, от която са родени Михаил Анахутлу и Анна Анахутлу; и „иначе неизвестната Саргале“, от която се родил Георги Ахпугас.

### Цитирана литература
- ((en)) Kazhdan, Alexander (ed) (1991). The Oxford Dictionary of Byzantium. Oxford and New York: Oxford University Press, ISBN 0-19-504652-8, COBISS.BG-ID: 1107246820, https://archive.org/details/odb_20210521/mode/2up
- Vougiouklaki, Penelope (24.10.2003). Alexios II Grand Komnenos. – Encyclopedia of the Hellenic World: Asia Minor, http://www.ehw.gr/l.aspx?id=7171
- Bryer, Anthony (1975). Greeks and Türkmens: The Pontic Exception. – Dumbarton Oaks Papers, 29, https://www.jstor.org/stable/1291371
- Panaretos, Chronicle, ch. 16. Greek text and English translation in Scott Kennedy. Two Works on Trebizond. – Dumbarton Oaks Medieval Library 52. Cambridge: Harvard University, 2018
- Williams, Kelsey Jackson (2006). A Genealogy of the Grand Komnenoi of Trebizond. – Foundations, 2(3). St Andrews Research Repository, 1/2007,  171 - 189, ISSN 1479-5078, https://research-repository.st-andrews.ac.uk/bitstream/handle/10023/8570/Jackson_Williams_Grand_Komnenoi.pdf?sequence=1&isAllowed=y
- Bendall, S. (2008). The Earliest Aspers of Alexius II of Trebizond (1297–1330). – Spinks Numismatic Circular, 116, архив на оригинала от 20 април 2014, https://www.spink.com/files/numismatic/PDFs/200806.pdf
- Nicol, Donald MacGillivray (1993). The Last Centuries of Byzantium, 1261 – 1453.. Cambridge University Press, ISBN 978-0521439916, http://books.google.com/books?id=y2d6OHLqwEsC
- Miller, William (1969). Trebizond: The last Greek Empire of the Byzantine Era: 1204–1461, 1926. Chicago: Argonauts
- Rosenquvist, Jan Olof (2005). Byzantine Trebizond, A Provincial Literary Landscape. Byzantino-Nordica 2004: Papers Presented at the International Symposium of Byzantine Studies Held on 7–11 May 2004 in Tartu, Estonia,, ed. Ivo Volt, Janika Päll. Tartu: University Press, pp. 39–41
- Rosenqvist, J.O. (1996). The Hagiographic Dossier of St Eugenios of Trebizond in Codex Athous Dionysiou 154. Uppsala: University Press
- Zehiroğlu, Ahmet M. (2016a). Astronomy in the Trebizond Empire, https://www.academia.edu/29570856/Astronomy_in_the_Trebizond_Empire
- Zehiroğlu, Ahmet M. (2016b). Trabzon Imparatorlugu, 2, ISBN 978-605-4567-52-2
- Lampsidis, Odysseus (1984). Grand Comnène Paléologue. – Revue des études byzantines, 42,  225–228, doi:10.3406/rebyz.1984.2157, https://www.persee.fr/doc/rebyz_0766-5598_1984_num_42_1_2157
- ((de)) Trapp, Erich; Beyer, Hans-Veit; Walther, Rainer et al. (2001) [1976–1996]. Prosopographisches Lexikon der Palaiologenzeit, CD-ROM. Wien: Verlag der Österreichischen Akademie der Wissenschaften, ISBN 3-7001-3003-1, https://archive.org/details/ErichTrappProsopographischesLexikonDerPALAIOLOGENZEIT/mode/2up

|  | Тази страница частично или изцяло представлява превод на страницата Alexios II of Trebizon в Уикипедия на английски. Оригиналният текст, както и този превод, са защитени от Лиценза „Криейтив Комънс – Признание – Споделяне на споделеното“, а за съдържание, създадено преди юни 2009 година – от Лиценза за свободна документация на ГНУ. Прегледайте историята на редакциите на оригиналната страница, както и на преводната страница, за да видите списъка на съавторите. ВАЖНО: Този шаблон се отнася единствено до авторските права върху съдържанието на статията. Добавянето му не отменя изискването да се посочват конкретни източници на твърденията, които да бъдат благонадеждни. |